# Agrimont
Agrimont S.p.A., abbreviazione di Montedison Agricoltura, è stato il nome della società controllata dal gruppo Montedison per la produzione e la commercializzazione dei prodotti destinati al mondo agricolo.

## I precursori

### La Montecatini
La Montecatini, per tradizione coeva alla sua fondazione, dedicava una gran parte della propria attività industriale ai prodotti che avevano come clienti gli agricoltori.
I sottoprodotti dell'attività mineraria, del resto, avevano una loro destinazione privilegiata nella produzione dei concimi. La produzione di  piriti davano la disponibilità di acido solforico per l'aggressione delle fosforiti, per lo più di importazione dal Nord Africa. Nacque, in quei tempi la produzione dei perfosfati, in cui Montecatini riuscì a prevalere sugli antagonosti in cui il più importante era  il Consorzio Perfosfati. Erano gli anni in cui l'agricoltura italiana si stava rendendo conto della necessità di restituire ai campi, in applicazione delle scoperte dell'agronomia e in particolare di Justus von Liebig, quegli elementi nutritivi che venivano sottratti dalle coltivazioni.
Nello stesso tempo i brevetti  del procedimento Fauser per la sintesi dell'ammoniaca dava alla Montecatini l'assoluto predominio  nel campo delle produzioni dei fertilizzanti a base di azoto ammoniacale e nitrico. Era finita l'epoca del dominio del salnitro del Cile.
Più tarda fu la produzione del terzo componente essenziale dei concimi chimici, il potassio, sviluppato poi in coincidenza con lo sfruttamento di miniere di sali potassici rinvenuti in Sicilia.
L'alto costo dei trasporti dell'epoca aveva indotto la Montecatini a dislocare i propri stabilimenti capillarmente in tutte le città vicine alle zone di produzione agricole, in genere  con stabilimenti posti vicino alle stazioni ferroviarie per facilitare  il collegamento raccordato. Una volta prodotto il concime, in genere era venduto direttamente agli agricoltori che lo trasportavano con carretti a trazione animale.
Gradatamente, anche in occasione delle mussoliniane Campagne del grano, la Montecatini venne ad assumere un ruolo sempre più importante e quasi monopolistico che fu rotto nel secondo dopoguerra dalla presenza dell'Eni che, partendo dalla disponibilità di metano (precursore della produzione dell'ammoniaca) creò il grande polo di Ravenna per la produzione di urea e di altri componenti azotati.

### La Edison entra nel campo chimico
Anche la Edison di Giorgio Valerio entrò nello stesso campo, con gli impianti di Marghera. che poteva godere di una particolare banchina, a porto Marghera denominata banchina dell'azoto. Le produzioni prevalenti erano urea e nitrato d'ammonio.

### La Montedison
La fusione tra Montecatini ed Edison rafforzava la presenza, soprattutto sul mercato italiano, ma comportò la chiusura o la cessione a Federconsorzi delle unità minori, che non potevano reggere alla nuova tendenza dell'economia di scala.

## Nascita dell'Agrimont
Nel frattempo la legislazione tributaria (introduzione dell'IVA) aveva spinto le imprese a strutturarsi per settore merceologico, lasciando alla società capogruppo solo compiti finanziari e di coordinamento.
Agli inizi degli anni '80 nacque, perciò, l'Agrimont che riuniva, appunto, le attività produttive e commerciali destinate al mondo agricolo. Il settore subì crisi ricorrenti, dato il fluttuare dei mercati internazionali causato dall’ingresso, a livello mondiale, di competitori sempre più agguerriti e dalla sostanziale debolezza della struttura industriale italiana, polverizzata in un numero troppo elevato di centri di produzione.
Furono anche gli anni in cui  da molte parti si cominciò a contestare l'eccesso del ricorso alla chimica nel settore agricolo. Le campagne pubblicitarie di Agrimont furono perciò mirate a dimostrare che l'apporto di nitrati al terreno non era che una forma sussidiaria dello stesso apporto fatto dalla natura, sotto forma di azoto fissato dai nitrobatteri, piuttosto che di deiezioni animali con lo stallatico o di azoto atmosferico  a seguito di scariche elettriche dei fulmini. Fu celebre in tal senso un manifesto, da un originale della pittrice Anna Girolomini, in seguito affermatasi in campo artistico.
La debolezza era accentuata anche dal fatto che la politica agricola italiana era insufficiente da molti punti di vista e l'unico provvedimento preso era introdurre un vincolo dei prezzi di vendita sotto il controllo del CIP (Comitato Italiano Prezzi).
Più volte Agrimont ha svalutato completamente il proprio capitale sociale.

## L'epoca Gardini
Nel frattempo in Montedison il pacchetto di controllo venne assunto da Raul Gardini, esponente del Gruppo Ferruzzi che doveva le sue fortune all'affine settore dei prodotti agricoli. Si suppone che il grande interesse per l'Agrimont fosse legato ad un futuro sviluppo delle agroenergie.

## La fusione con l'EniChem
Il passaggio successivo, nel 1988 fu la fusione di Montedison ed EniChem nella joint venture Enimont; l'EniChem nel settore dei prodotti per l'agricoltura si avvaleva di rapporti privilegiati con la Federconsorzi. Dopo poco Agrimont cessò di esistere come società autonoma, fusasi in EniChem Agricoltura.